# Rajdowe Samochodowe Mistrzostwa Polski 1960
Ten artykuł dotyczy sezonu 1960 Rajdowych Samochodowych Mistrzostw Polski. W tym roku samochody rajdowe startujące w RSMP podzielone były na dwie kategorie zgodnie z regulaminem FIA.
- Kategoria A – samochody turystyczne
- Kategoria B – samochody GT

Samochody kategorii A podzielone były na klasy według pojemności silnika:
- klasa I – do 400 cm³
- klasa II – do 500 cm³
- klasa III – do 600 cm³
- klasa IV – do 700 cm³
- klasa V – do 850 cm³
- klasa VI – do 1000 cm³
- klasa VII – do 1150 cm³
- klasa VIII – do 1300 cm³
- klasa IX – do 2000 cm³
- klasa X – do 2500 cm³
- klasa XI – powyżej 2500 cm³

Oprócz tego w RSMP istniała też klasa XIa – klasa markowa FSO Warszawa.

## Kalendarz[2]
| Runda | Data          | Nazwa rajdu                        | Baza rajdu         | Nawierzchnia  | Raport |
| 1     | 11–13 marca   | 6. Rajd Zimowy Katowice – Zakopane | Katowice, Zakopane | asfalt        | Wyniki |
| 2     | 25–26 czerwca | 10. Rajd w Wiśle                   | Wisła              | asfalt        | Wyniki |
| 3     | 8–10 lipca    | 4. Rajd Dolnośląski                | Wrocław            | asfalt        | Wyniki |
| 4     | 8–12 września | 20. Rajd Polski                    | Zakopane           | asfalt/szuter | Wyniki |

## Klasyfikacja generalna kierowców[3]
Punkty przyznawano za 6 pierwszych miejsc według systemu: 8-6-4-3-2-1. Do końcowej klasyfikacji sezonu zaliczano wyniki trzech najlepszych rund.
| Miejsce    | Kierowca                                                            | Samochód                                                            | Pkt                                                                 |                                                                     |
| Klasa XI   |                                                                     |                                                                     |                                                                     |                                                                     |
| 1          | Ksawery Frank                                                       | Opel Kapitan, Simca Regence, Chevrolet                              | 24                                                                  |                                                                     |
| Klasa XIa  |                                                                     |                                                                     |                                                                     |                                                                     |
| 1          | Mieczysław Sochacki                                                 | Warszawa                                                            | 19                                                                  |                                                                     |
| 2          | Franciszek Postawka                                                 | Warszawa                                                            | 16                                                                  |                                                                     |
| Klasa X    |                                                                     |                                                                     |                                                                     |                                                                     |
| 1          | Zygmunt Szczęśniak                                                  | Citroen                                                             | 19                                                                  |                                                                     |
| Klasa VIII |                                                                     |                                                                     |                                                                     |                                                                     |
| 1          | Sobiesław Zasada                                                    | Simca Aronde, Simca P-60                                            | 20                                                                  |                                                                     |
| 2          | Czesław Wodnicki                                                    | Simca P-60                                                          | 16                                                                  |                                                                     |
| Klasa VII  |                                                                     |                                                                     |                                                                     |                                                                     |
| –          | Tytułów nieprzyznano – ta klasa brała udział tylko w 1 i 2 rundzie. | Tytułów nieprzyznano – ta klasa brała udział tylko w 1 i 2 rundzie. | Tytułów nieprzyznano – ta klasa brała udział tylko w 1 i 2 rundzie. | Tytułów nieprzyznano – ta klasa brała udział tylko w 1 i 2 rundzie. |
| Klasa VI   |                                                                     |                                                                     |                                                                     |                                                                     |
| 1          | Stanisław Cencora                                                   | Wartburg                                                            | 22                                                                  |                                                                     |
| Klasa V    |                                                                     |                                                                     |                                                                     |                                                                     |
| 1          | Stanisław Wierzba                                                   | Syrena                                                              | 18                                                                  |                                                                     |
| Klasa IV   |                                                                     |                                                                     |                                                                     |                                                                     |
| 1          | Jerzy Dobrzański                                                    | Fiat 600                                                            | 22                                                                  |                                                                     |
| 2          | Adam Wędrychowski                                                   | P 70                                                                | 12                                                                  |                                                                     |